# Bộ Tị (鼻)
Bộ Tị, bộ thứ 209 có nghĩa là "mũi" là 1 trong 2 bộ có 14 nét trong số 214 bộ thủ Khang Hy.
Trong Từ điển Khang Hy có 49 chữ (trong số hơn 40.000) được tìm thấy chứa bộ này.

## Tự hình Bộ Tị (鼻)

Tiểu triện

## Chữ thuộc Bộ Tị (鼻)
| Số nét bổ sung | Chữ              |
| -------------- | ---------------- |
| 0              | 鼻/tị/           |
| 2              | 鼼 鼽/cừu/       |
| 3              | 鼾/han/ 鼿/ngột/ |
| 5              | 齀/ngột/ 齁/câu/ |
| 8              | 齂/hi/           |
| 9              | 齃/át/ 齄/tra/   |
| 10             | 齅/khứu/ 齆/úng/ |
| 11             | 齇/tra/          |
| 13             | 齈/nông/         |
| 22             | 齉/nang/         |